# Стенсен, Андре
Андре Стенсен (дат. André Steensen; род. 12 октября 1987, в городе Сканнерборге, Дания) — датский профессиональный шоссейный велогонщик. 

## Достижения
2004
1-й  Чемпион Дании — Групповая гонка (юниоры)
2005
1-й UCI Junior Men World Challenge(юниоры)
1-й  Чемпион Дании — Командная гонка с раздельным стартом (юниоры)
1-й — Этап 5 Трофей Карслберга (юниоры)
2-й Course de la Paix juniors (юниоры) — Генеральная классификация
1-й — Этапы 1 и 4
2-й Гран-при Генерала Паттона (юниоры) — Генеральная классификация
1-й — Этап 2
2-й Liège-La Gleize (юниоры) — Генеральная классификация
1-й — Этап 1
2006
3-й  Чемпионат Дании — Командная гонка с раздельным стартом
2007
1-й  Чемпион Дании — Индивидуальная гонка U23
3-й Тур де л’Авенир
2012
1-й  Чемпион Дании — Командная гонка с раздельным стартом
1-й — Этап 2 Circuit des Ardennes international
1-й Himmerland Rundt
1-й — Этап 1 Флеш дю Сюд
1-й Крейз Брейз Элит — Генеральная классификация
1-й — Этапы 1 и 2 (КГ)
2-й Чемпионат Дании — Индивидуальная гонка
3-й Чемпионат Дании — Групповая гонка
2013
3-й Boucle de l'Artois